# Benjamin Perry
Benjamin Perry (St. Catharines, 7 marzo 1994) è un ex ciclista su strada canadese, attivo in formazioni UCI dal 2015 al 2023.

## Palmarès

### Strada
- 2014 (Baguet-MIBA Poorten-Indulek)

Campionati canadesi, Prova in linea Under-23
- 2015 (Silber Pro Cycling)

Campionati canadesi, Prova in linea Under-23
5ª tappa Tour de Beauce (Saint-Georges > Saint-Georges)
Le Tour de Terra Cotta
- 2016 (Silber Pro Cycling)

Campionati canadesi, Prova in linea Under-23
1ª tappa Grand Prix cycliste de Saguenay (La Baie > La Baie)
- 2017 (Israel Cycling Academy, una vittoria)

2ª tappa Baltic Chain Tour (Jelgava > Sigulda)
- 2019 (Israel Cycling Academy, una vittoria)

3ª tappa Tour de Korea (Danyang > Samcheok)

### Altri successi
- 2012 (Juniores)

Classifica scalatori Liège-La Gleize
- 2015 (Silber Pro Cycling)

Classifica scalatori Tour of Alberta
- 2016 (Silber Pro Cycling)

Classifica giovani Grand Prix cycliste de Saguenay
Classifica a punti Grand Prix cycliste de Saguenay
- 2018 (Israel Cycling Academy)

Classifica scalatori Tour de Beauce

### Ciclocross
- 2010-2011

Campionati canadesi, Prova Juniores

## Piazzamenti

### Classiche monumento
- Giro delle Fiandre

2021: 70º
- Parigi-Roubaix

2021: fuori tempo massimo

### Competizioni mondiali
- Campionati del mondo su strada

Copenaghen 2011 - In linea Junior: 145º
Valkenburg 2012 - Cronometro Junior: 37º
Valkenburg 2012 - In linea Junior: 37º
Richmond 2015 - In linea Under-23: 26º
Doha 2016 - In linea Under-23: 59º
Yorkshire 2019 - In linea Elite: ritirato
Fiandre 2021 - In linea Elite: ritirato
Glasgow 2023 - In linea Elite: ritirato
- Campionati del mondo di ciclocross

Sankt-Wendel 2011 - Juniores: 54º